# Neuromero
Il neuromero è ciascuna delle parti in cui è diviso il cervello dei vertebrati durante la formazione embrionale.
Nel caso del cervello umano i neuromeri sono 16, osservabili a partire dalla quinta settimana di gestazione:
- 6 a livello del prosencefalo;
- 2 a livello del mesencefalo;
- 8 a livello del romboencefalo

## In anatomia umana
I neuromeri sono porzioni in cui può essere suddiviso il midollo spinale,  ognuno caratterizzato da due nervi spinali. Più precisamente i neuromeri sono dei segmenti che si ripetono in direzione craniocaudale, ciascuno collegato a un determinato territorio corporeo, come già detto, da una coppia di nervi spinali. Ogni coppia di nervi innerva una precisa regione corporea, si individua in tal modo il dermatomero (la striscia di cute innervata in una singola radice dorsale, sensitiva) e il miotomo (muscolatura striata innervata da una singola radice ventrale, motoria). Ogni neuromero viene indicato tramite l'iniziale maiuscola del tratto a cui appartiene. Vengono descritti 8 neuromeri cervicali (da notare che non si tratta di un'incongruenza poiché il primo neuromero cervicale, C1, è localizzato tra l'osso occipitale e la prima vertebra cervicale, l'Atlante), 12 neuromeri toracici, 5 neuromeri lombari, 5 sacrali e 3/4 neuromeri coccigei.  